# Astenet
Astenet ist ein Ort im Norden der Deutschsprachigen Gemeinschaft Belgiens, der zur Gemeinde Lontzen gehört. Er liegt etwa zwei Kilometer nordöstlich von Lontzen an der Straße zwischen Walhorn und Hergenrath. Mitten durch Astenet führt die Trasse der Bahnstrecke Lüttich–Aachen, der Bahnhof des Dorfes wurde jedoch 1957 stillgelegt und 1975 abgerissen. Das Dorf hat etwa 615 Einwohner.

## Geschichte
Nach historischen Ortsbezeichnungen zu urteilen könnte der Name römischen Ursprungs sein. In einer Urkunde aus dem Jahr 1266 erscheinen die Namen der Brüder Jonathus und Winand von Astenoid.
Astenet zählte zur Volkszählung 1970 im Ortszentrum 238 Einwohner, weitere 252 Einwohner lebten in den zugehörigen Streusiedlungen. Der Ort gehörte bis 1977 zur Gemeinde Walhorn, dann wurde er im Rahmen der belgischen Gemeindefusionen zum Ortsteil von Lontzen.

## Sehenswertes
Im Norden des Ortes steht das Schloss Thor, eine halb geschlossene Anlage mit Gebäuden um einen gepflasterten Hof aus der Zeit um 1700. Das namensgebende Torhaus wurde 1733 durch Johann Joseph Couven erbaut. Im Schlossteich fand man bei Säuberungsarbeiten die Grundmauern einer aus dem 11. Jahrhundert stammenden Wasserburg.
Gegenüber von Schloss Thor liegt auf einer Anhöhe der erstmals 1589 erwähnte Mützhof. Dazwischen befindet sich die Kapelle St. Johannes der Täufer, die 1724 vom Drossart Johann Stefan Heyendal wieder aufgebaut wurde. Der Altar stammt aus der Schlosskapelle des Waldenburghauses und wurde im 19. Jahrhundert eingebaut. Nur wenige Meter weiter westlich liegt die Neuschmiede aus dem Jahr 1685. Sie ist das älteste vollständig erhaltene Fachwerkhaus im ländlichen Raum der DG.
Ein weiteres geschütztes Kulturdenkmal ist Schloss Neuhaus, dessen Anfänge auf 1771 zurückgehen. Es wurde 1840 durch die Witwe des Landrats Bernhard von Scheibler zum Landhaus umgebaut.
Ein Ort der Ruhe und Meditation ist die Kapelle Katharina von Siena mit dem angeschlossenem „Haus der Begegnung“, das unweit nördlich von Schloss Thor am Rande eines alten Pilgerweges auf einer Flur mit dem bezeichnenden Namen „Himmelreich“ liegt. 
Inzwischen zum Alten- und Pflegewohnheim geworden ist das Katharinenstift, das 1888 dank Stiftungen von dem Aachener Unternehmer Gerhard Rehm (1816–1892) und seiner Frau Katharina, geb. Ervens (1818–1887), auf deren Gut Weide eingerichtet wurde. Der ursprüngliche Zweck war die Organisation einer ambulanten Krankenpflege in den umliegenden Ortschaften, das Betreiben einer Haushaltsschule für Mädchen, die Aufnahme von Damen beider Konfessionen als Pensionärinnen zwecks Krankenpflege und die Aufnahme katholischer Waisenkinder. Die Organisation oblag den Barmherzigen Schwestern nach den Regeln des hl. Augustinus, die das Katharinenstift als 13. Niederlassung übernahmen. 1910 wurde die dazugehörige Kapelle durch Weihbischof Joseph Müller aus Köln konsekriert.

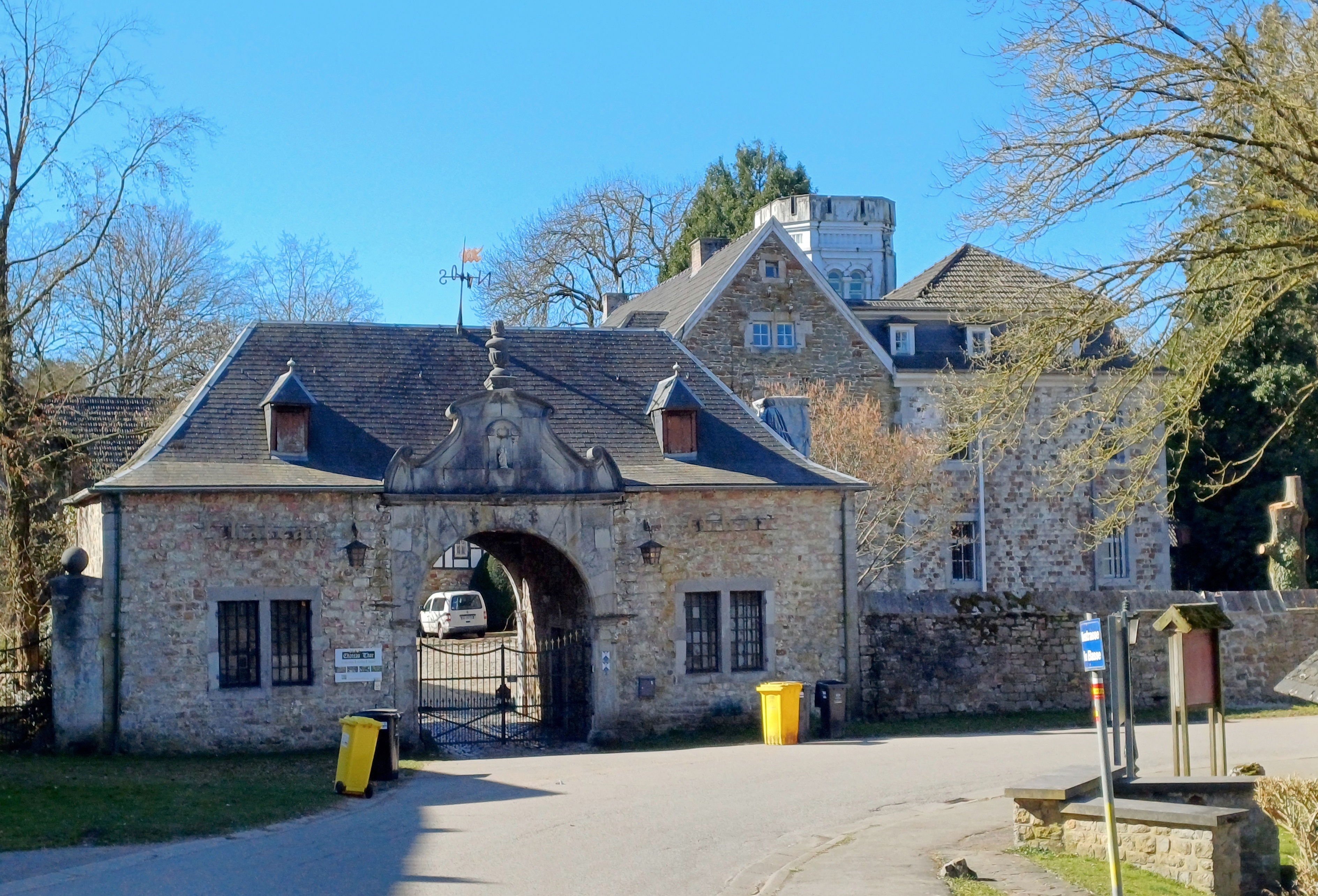
Schloss Thor
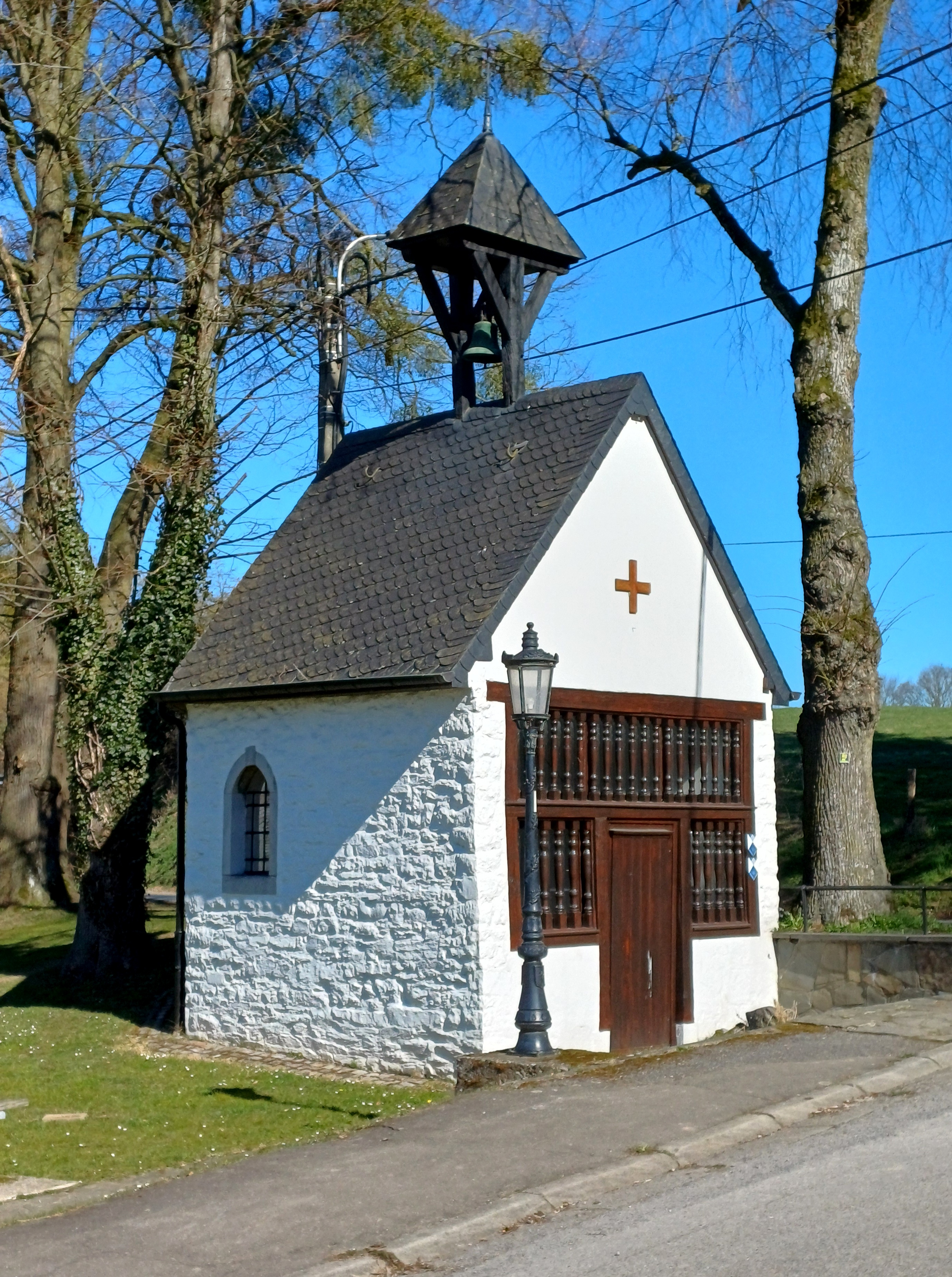
Kapelle St. Johannes der Täufer
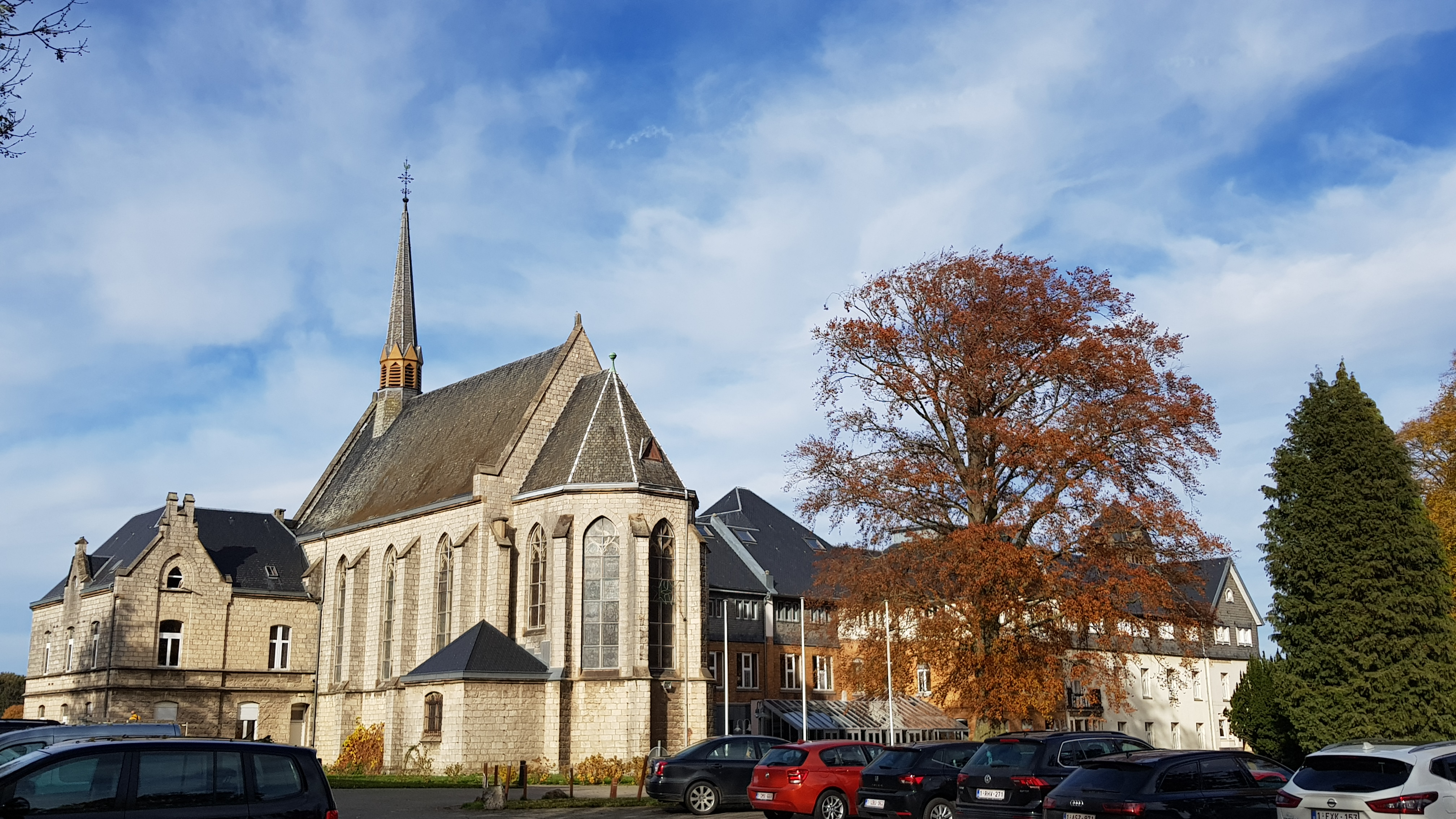
Katharinenstift mit Kapellenanbau von 1910
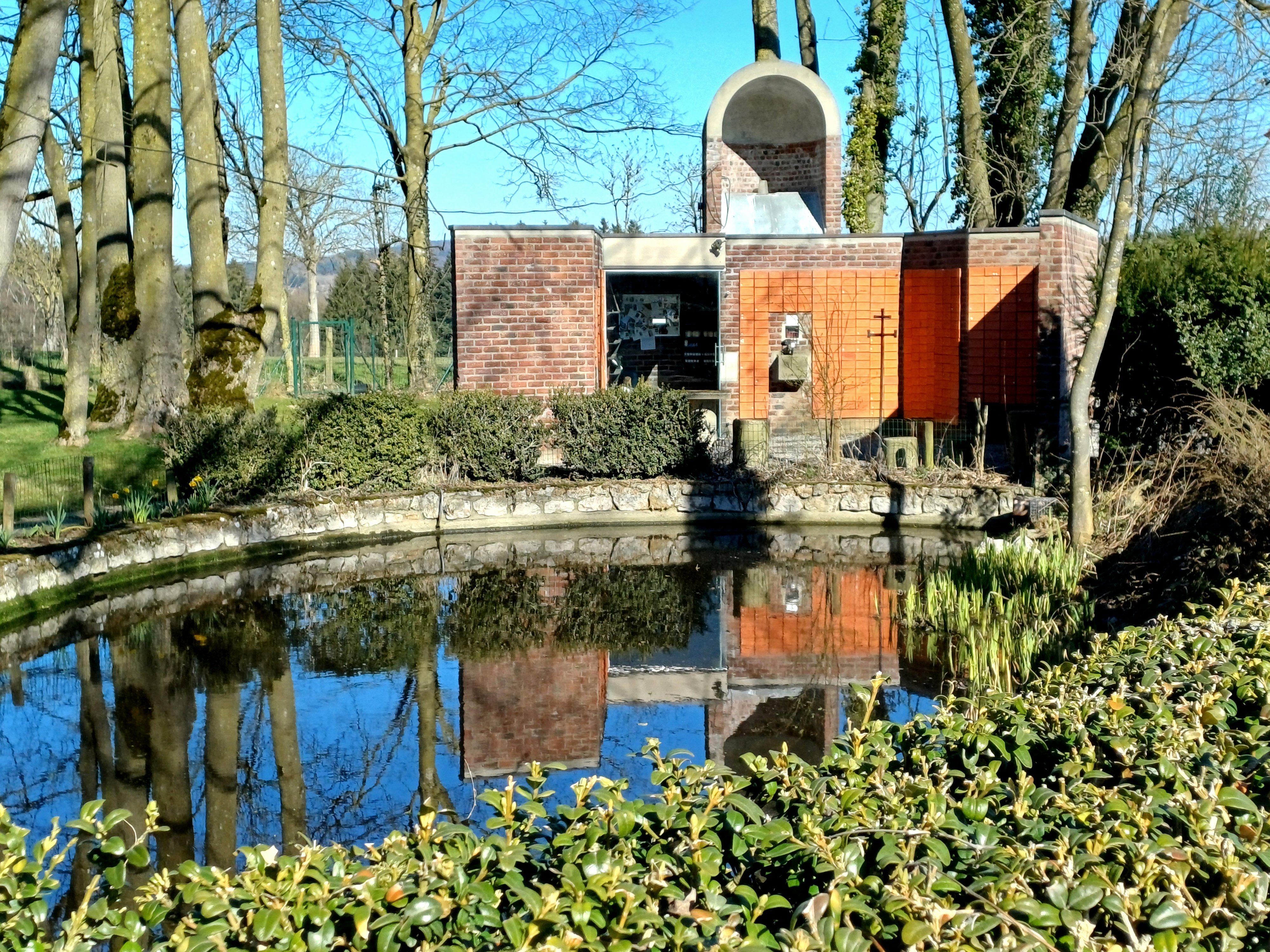
Kapelle Katharina von Siena

## Verkehr
Die TEC-Buslinie 396 verbindet den Ort mit Eupen und dem niederländischen Vaals.
| Linie | Betreiber | Verlauf |
| ----- | --------- | --- |
| 396   | TEC       | Vaals Busstation (NL) – Gemmenich (B) – Moresnet – Kelmis – Hergenrath – Astenet – Walhorn – Kettenis – Eupen (kein AVV-Tarif) |